# Kapprovinsen

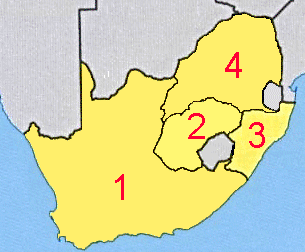
Kapprovinsen markerad som nummer 1.

Kapprovinsen var till 1994 en provins i Sydafrika. Den är i dag uppdelad i Västra Kapprovinsen, Norra Kapprovinsen och Östra Kapprovinsen samt en mindre del i Nordvästprovinsen.
1910–1994 var Kapprovinsen en av de fyra provinserna som tillhörde Sydafrika. Där fanns de stora städerna Kapstaden och Port Elizabeth. Provinsen delades år 1994, efter att apartheid hade avskaffats, i tre delar.
Kaplandet är en äldre benämning på Kapprovinsen, som också kallades för Kapkolonin.